# Anthomyia ceratophora
Anthomyia ceratophora este o specie de muște din genul Anthomyia, familia Anthomyiidae, descrisă de Griffiths în anul 2001.
Este endemică în Colorado. Conform Catalogue of Life specia Anthomyia ceratophora nu are subspecii cunoscute.